# مبادرة التمييز والأمن القومي
مبادرة التمييز والأمن القومي (Discrimination & National Security Initiative - DNSI) عبارة عن منظمة بحثية ملحقة بمشروع التعددية، وهو مشروع تابع لجامعة هارفارد يدرس التنوع الديني في الولايات المتحدة.
بعد الهجمات الإرهابية التي جرت في 11 سبتمبر 2011، تعرضت العديد من المجتمعات في الولايات المتحدة ومازالت تعاني من رد فعل عنيف ووحشي لفترات طويلة. وعلى وجه الخصوص، تعرضت مجتمعات السيخ والمسلمين والعرب والأسيويين الجنوبيين وغيرها من المجتمعات الأمريكية للتحرش اللفظي والتمييز في العمل والهجوم البدني وحتى القتل. على سبيل المثال، تم قتل بالبير سينغ سودهي، وهو سيخي يرتدي عمامة، للقتل بعد يومين فقط من أحداث 9/11.
واستجابة للمناخ بعد 9/11 والحاجة إلى فهم الكيفية التي أثر بها التمييز على هذه المجتمعات المستهدفة في الولايات المتحدة، تم إنشاء مبادرة التمييز والأمن القومي. والغرض من المشروع هو دراسة إساءة التعامل مع مجتمعات الأقلية في أوقات الحروب والأزمات القومية. وتهتم مبادرة التمييز والأمن القومي بشكل خاص بالتبعات البشرية لمثل تلك الحالات من إساءة التعامل. وبالإضافة إلى إجراء الأبحاث وإطلاق التقارير الفنية الجوهرية، تقوم مبادرة التمييز والأمن القومي بصفة منتظمة بالإشارة إلى الأحداث والتطورات ذات الصلة على المدونة الخاصة بها.
وقد تم تأسيس مبادرة التمييز والأمن القومي بشكل رسمي في الثامن عشر من ديسمبر، عام 2004، في الذكرى السنوية الستين لقضية كورماتسو ضد الولايات المتحدة، وهي القضية التي كانت تنظر فيها المحكمة العليا للولايات المتحدة التي أيدت استبعاد المواطنين بشكل قسري من أصول يابانية (انظر اعتقال الأمريكيين من أصل ياباني). وقد حذر القضاة المعارضين من استخدام العرق المتصور أو الإثنية أو الأصل القومي كتفويض للإشارة إلى سمات مرفوضة، بما في ذلك التخريب وعدم الولاء للوطن، أثناء فترات الحروب.
وتنظر مبادرة التمييز والأمن القومي في الأمور المتعلقة بالتمييز وتأثيراتها الاجتماعية ليس فقط بعد تبعات 11 سبتمبر، 2001، ولكن في السياقات التاريخية والدولية الأخرى التي تزيد من حدة التوتر بين المساواة والأمور الخاصة بالأمن الوطني، مثل ردود الفعل العنيفة ضد المسلمين بعد تفجيرات لندن 7 يوليو 2005 والجدال الأوسع نطاقًا فيما يتعلق بالاستيعاب والتعددية الثقافية، والذي يجري في العديد من المجتمعات الغربية (انظر  جدل الولايات المتحدة حول الحجاب).
وتدير فالاري كاور مبادرة التمييز والأمن القومي (وهي من أنشأت وكتبت وأنتجت الفيلم الوثائقي «إذا انقسمنا، فسوف نسقط» (Divided We Fall) وداويندر «ديف» إس سيدو (يعمل محاميًا في مجال الحقوق المدنية).
وقد أصدرت مبادرة التمييز والأمن القومي أول تقرير لها، وهو «نحن أمريكيون كذلك: دراسة مقارنة لتأثيرات 9/11 على مجتمعات الأسيويين الجنوبيين (We are Americans Too: A Comparative Study of the Effects of 9/11 on South Asian Communities)» في الذكرى الخامسة لهجمات أحداث 11 سبتمبر 2001. ويتعرض التقرير للتأثيرات والاستجابات المتعلقة بالتمييز الذي عانى منه الأسيويون الجنوبيون منذ 9/11، مع التركيز على وجه الخصوص على الهندوس الهنود والمسلمين الباكستانيين والسيخ في منطقة واشنطن العاصمة.
أما التقرير الثاني الذي أصدرته المبادرة فكان يحمل العنوان "العمامة السيخية: تحديات ما بعد 11/9 التي تواجه هذا الرمز الديني (The Sikh Turban: Post-911 Challenges to this Article of Faith)، وهو ينظر في أمر التمييز الحسي وغير الحسي الذي يعاني منه السيخ المعممون بعد الهجمات الإرهابية التي جرت في 9/11. وهذا التقرير، والذي تم إصداره في ربيع عام 2008، يوفر نظرة عامة على السيخ، وحوادث التفريق، والتحديات الأوسع نطاقًا للهوية السيخية، ووسائل العلاج القانونية المتاحة للضحايا. ويجري حاليًا تبني التقرير في النصوص الأكاديمية.

## وصلات خارجية
- Discrimination &amp; National Security Initiative
- DNSI Blog
- Pluralism Project